# Agonum ruguliferum
Agonum ruguliferum är en skalbaggsart som beskrevs av Thomas Casey. Agonum ruguliferum ingår i släktet Agonum och familjen jordlöpare. Inga underarter finns listade i Catalogue of Life.